# Гассі-Тіджран
Гассі-Тіджран – група газових родовищ в центральній частині алжирської Сахари на ділянці Гассі-Муїна (Hassi Mouina), що розробляється за єдиним проектом.

## Загальна інформація
Родовище виявили в 2004 році завдяки спорудженню алжирським державним концерном Sonatrach розвідувальної свердловини Hassi Tidjerane 1, що показала на тестуванні приплив у 0,17 млн м3 на добу. Подальшу розвідку провадила норвезька Statoil, що отримала 75% участі у проекту (ще 25% залишались у Sonatrach). В 2006-му пробурили розвідувально-оціночну свердловину Hassi Tidjerane 2, яка досягнула загальної глибини у 3200 метрів та показала приплив газу у 0,17 млн м3 з інтервалу 1131 – 1142 метра та 0,22 млн м3 з глибини 1113 – 1129 метрів. В 2007-му розвідувальна свердловина Hassi Tidjerane West 1 виявила родовище Гассі-Тіджран-Захід.
Поклади вуглеводнів пов’язані із пісковиками девону.
Видобувні запаси проекту первісно оцінили у 7 млрд м3 газу.

## Розробка
Розміри відкриття не зацікавили інвестора, який відмовились від подальшої участі в проекті, так що розробкою опікується лише Sonatrach.
Видобуток стартував в 2023 році. До складу облаштування родовищ входить установка підготовки, розрахована на прийом 4 млн м3 газу на добу.
Видача продукції відбувається по трубопроводу Гассі-Тіджран – Гассі-Ба-Хаму.